# Sebastian von Froschauer

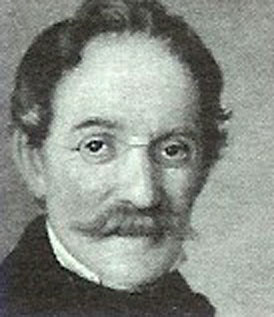
Sebastian Ritter von Froschauer (um 1840)

Sebastian Ritter von Froschauer (oder Sebastian Franz Xaver Aloys von Froschauer zu Moosburg und Mühlrain; * 18. Juni 1801 in Reuthe; † 8. Mai 1884 in Wien) war Jurist und Landeshauptmann von Vorarlberg.

## Biografie
Sebastian Franz wuchs als Sohn des Alois-Johann in Tirol auf und er trat nach Abschluss des Studiums der Rechte bei der Tiroler Statthalterei ein. In der Folge wurde er bis 1866 Statthaltereirat in Innsbruck und dann liberaler Reichsrats- sowie Landtags-Abgeordneter.
Am 15. September 1835 heiratete er Carlotta Angela Giulia de Vettorazzi (Edle von Treuenhold) und er war vom 30. November 1854 bis 1856 Bezirksamtmann in Meran.
1857 gehörte er mit Ernst von Pöllnitz und anderen zu den Begründern des Vorarlberger Landesmuseumsvereins mit dem Ziel der Schaffung eines Landesmuseums. Unter Sebastian von Froschauer wurde der Vorarlberger Landesmuseumsverein gegründet, dessen Obmann er bis 1873 blieb. 
1868 gehörte er zu den Gründungsmitgliedern des Vereins für Geschichte des Bodensees und seiner Umgebung.
1860 wurde Sebastian Ritter von Froschauer von Kaiser Franz Joseph I. zum ersten Landeshauptmann (oder Kreishauptmann) von Vorarlberg ernannt und übte dieses Amt bis 6. April 1861 aus. 
Vorarlberg erhielt 1861 wieder einen vom Volk gewählten Landtag, der unter dem Vorsitz von Froschauer am 6. April zum ersten Mal in Bregenz zusammentrat.
Sebastian Ritter von Froschauer war während seiner politischen Tätigkeit an der Förderung der Landwirtschaft sowie am Ausbau des Schienennetzes interessiert. Seine Nachfolge als Landeshauptmann trat Anton Jussel am 27. Juni 1873 an.
Sebastian von Froschauer starb am 8. Mai 1884 in Wien. Seine beiden Töchter Ida Laura Anna Marie von Froschauer (1841–1872) und Maria Pia Adele von Froschauer (1848–1899) heirateten nacheinander Justus Brinckmann, den Direktor des Hamburger Museums für Kunst und Gewerbe. Zu seinen Enkelkindern zählen die Textilkünstlerin und Hochschullehrerin Maria Brinckmann (1869–1936) und der Rechtsanwalt und Abgeordnete Wolfgang Brinckmann (1871–1930) sowie Albert Gideon Brinckmann (1877–1924), von 1912 bis 1920 Direktor des Kestner-Museums in Hannover, und Carlotta Brinckmann (1876–1965), Weberin und Textilrestauratorin.

## Auszeichnungen
- Ehrenbürger der Stadt Bregenz